# Kusapín
Kusapín est un corregimiento du district de Kusapín, dans la comarque Ngöbe-Buglé, au Panama. En 2010, la localité comptait une population de 3 080 habitants.